# Ritmomachia
La ritmomachia è un gioco da tavolo a due giocatori, ideato nell'XI secolo nel sud dell'odierna Germania. Fu utilizzato in ambito universitario all'interno dell'insegnamento di materie del Quadrivio.

## Storia

### Il nome
Il nome risulta composto da due parti di origine greca per indicare una "battaglia di armonie numeriche": la prima parte è legata a ῥυθμός (rhythmos), ritmo o proporzione numerica, mentre la seconda parte è data da μαχία (-machia) che indica battaglia, combattimento. L'utilizzo invece della radice ἀριθμός (arithmos), cioè numero ha dato origine a varianti nel nome del gioco, che è indicato anche come arithmimachia, rythmimachia e rythmomachia.

### La diffusione in Europa

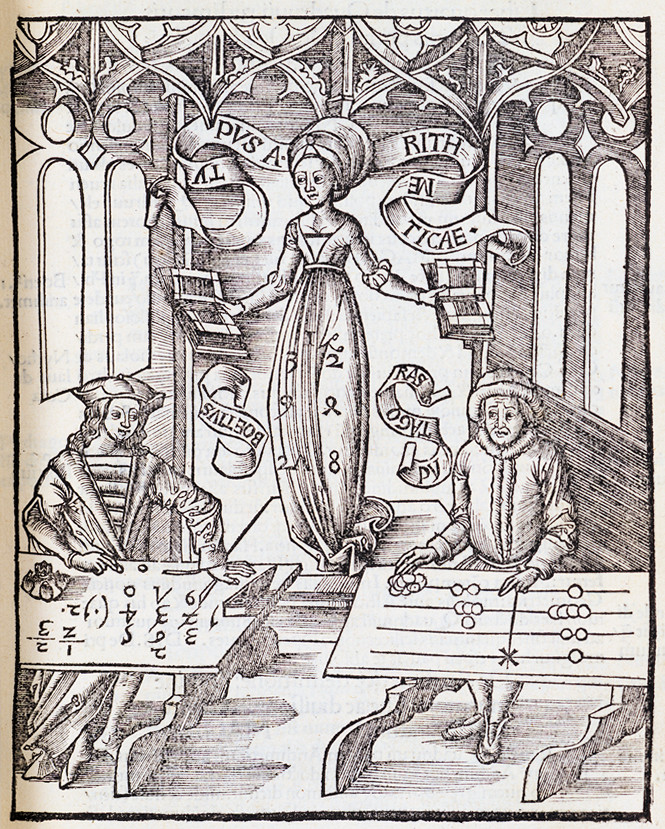
Incisione raffigurante Boezio e Pitagora con allegoria dell'aritmetica

Il gioco ebbe origine nel sud della Germania nell'XI secolo (si suppone tra il 1022 e il 1042), diffondendosi in Francia e Germania tra l'XI e il XII secolo. Fu utilizzato in ambito universitario all'interno dell'insegnamento di materie del Quadrivio (aritmetica, geometria, musica e astronomia); i pezzi e le regole vennero costruite principalmente sulla base del De institutione arithmetica e del De institutione musica di Severino Boezio.
La prima testimonianza scritta della rithmomachia è data da un testo in cui Asilo, monaco di Würzburg, descrisse un gioco che illustrava la teoria dei numeri del De Institutione arithmetica di Boezio, per gli studenti delle scuole monastiche; le regole non era chiare e il gioco era indicato solo come conflictus o altercatio. Attorno all'anno 1040, le regole del gioco furono migliorate e precisate da un altro monaco, Ermanno il Contratto (1013–1054). Altre indicazioni più precise (con anche le dimensioni della tavola di lunghezza di 12 spazi e larghezza di 8) si hanno da un testo anonimo realizzato attorno all'anno 1070.
Nei secoli successivi la rithmomachia si diffuse nelle scuole e nei monasteri del sud della Germania e della Francia. Era usato principalmente come strumento didattico, ma gradualmente gli intellettuali iniziarono a giocarlo per diletto. Nel corso del XIII secolo, la rithmomachia giunse in Inghilterra e un manuale realizzato attorno al 1330 sarebbe attribuibile al circolo del matematico Thomas Bradwardine, ma non a lui. Anche Ruggero Bacone avrebbe raccomandato la rithmomachia ai suoi studenti, mentre Tommaso Moro la faceva giocare come forma ricreativa agli abitanti della sua fittizia Utopia
La massima divulgazione si ebbe nel XVI secolo, anche grazie al fatto che le sue regole vengono stampate; nel 1572 Francesco Barozzi ne pubblicò una versione a Venezia, tradotta in tedesco da Augusto di Brunswick-Lüneburg.
Con la modifica dei programmi universitari, a partire dal XVII secolo cadde progressivamente nell'oblio.
Il gioco è parzialmente sopravvissuto aggrappandosi agli ormai molto più popolari scacchi. Lo stesso 
Augusto di Brunswick-Lüneburg incluse le regole della rithmomachia come appendice in uno dei suoi libri sugli scacchi, e il gioco persistette per qualche tempo in seguito come "scacchi aritmetici" o "dama numerica" come menzione secondaria nei libri di scacchi tedeschi, un curiosità ma raramente giocata.
Dalla fine del XIX secolo si ebbero i primi studi sulla storia del gioco, proseguiti poi nel XX secolo.

## Regole del gioco

### La tavola
La tavola più frequentemente riportata aveva dimensioni di 8 caselle per 16, pari a due scacchiere standard; nell'XI secolo era richiesta una tavola almeno da 8 caselle per 12.
Rithmomachia quindi si gioca su una tavola divisa in 128 case organizzate in 16 righe orizzontali (o "traverse") e 8 verticali (o "colonne"): adattando la notazione usuale degli scacchi le traverse saranno numerate qui da 1 a 16 (rispettivamente, base dei pezzi pari e dei dispari), mentre le colonne sono contrassegnate dalle lettere dell'alfabeto da "A" a "H"

### I giocatori e i pezzi
Il gioco è giocato da due giocatori indicati come Pari e Dispari e ognuno dispone inizialmente di 24 pezzi con un proprio colore identificativo (distinti tra bianchi e neri oppure tra bianchi e rossi). I pezzi sono di forme diverse e ognuno riporta un numero intero. Nonostante i nomi, entrambi gli schieramenti contengono metà pezzi segnati con numeri pari e metà con numeri dispari.
I pezzi del giocatore Pari sono determinati da sequenze numeriche basate sui primi numeri interi pari (2,4,6,8), mentre i pezzi del Dispari su numeri interi dispari (3,5,7,9). I rapporti tra i numeri sono ricavati dalle proporzioni (proportiones) definite da Boezio nel De institutione arithmetica.
| Id | Pezzi       | Pezzi | Pezzi | Pezzi | Pezzi | Pezzi   | Pezzi   | Pezzi   | Pezzi   | Sequenze                    | Sequenze                            | Sequenze          |
| Id | Forma       | Pari  | Pari  | Pari  | Pari  | Dispari | Dispari | Dispari | Dispari | Valore                      | Rapporto                            | Proportiones      |
| -- | ----------- | ----- | ----- | ----- | ----- | ------- | ------- | ------- | ------- | --------------------------- | ----------------------------------- | ----------------- |
| A  | Circolare   | 2     | 4     | 6     | 8     | 3       | 5       | 7       | 9       | {\displaystyle n}           | {\displaystyle n}                   | Multiplices       |
| B  | Circolare   | 4     | 16    | 36    | 64    | 9       | 25      | 49      | 81      | {\displaystyle n^{2}}       | {\displaystyle n}                   | Multiplices       |
| C  | Triangolare | 6     | 20    | 42    | 72    | 12      | 30      | 56      | 90      | {\displaystyle n(n+1)}      | {\displaystyle {\frac {n+1}{n}}}    | Superparticulares |
| D  | Triangolare | 9     | 25    | 49    | 81    | 16      | 36      | 64      | 100     | {\displaystyle (n+1)^{2}}   | {\displaystyle {\frac {n+1}{n}}}    | Superparticulares |
| E  | Quadrata    | 15    | 45    | 91    | 153   | 28      | 66      | 120     | 190     | {\displaystyle (n+1)(2n+1)} | {\displaystyle {\frac {2n+1}{n+1}}} | Superpartientes   |
| F  | Quadrata    | 25    | 81    | 169   | 289   | 49      | 121     | 225     | 361     | {\displaystyle (2n+1)^{2}}  | {\displaystyle {\frac {2n+1}{n+1}}} | Superpartientes   |

#### Cerchi
I primi 8 pezzi di ogni giocatore sono di forma circolare; riportano il numero iniziale della sequenza e il suo quadrato ({\displaystyle A=n,B=n^{2}}).

#### Triangoli
I successivi 8 pezzi sono di forma triangolare. Il primo numero è dato dalla somma dei due precedenti ({\displaystyle C=B+A=n^{2}+n}) e il rapporto con il numero precedente è legato alle proporzioni dette superparticulares ({\displaystyle r_{1}={\frac {C}{B}}={\frac {n^{2}+n}{n^{2}}}={\frac {n+1}{n}}}). Lo stesso rapporto è utilizzato anche per determinare {\displaystyle D} sulla base di {\displaystyle C}, che risulta pertanto medio proporzionale tra {\displaystyle B} e {\displaystyle D}.
{\displaystyle D:C=C:B\Rightarrow D={\frac {C^{2}}{B}}=(n+1)^{2}}
|                       | Pari                           |                                |                                |                                 |
| n                     | 2                              | 4                              | 6                              | 8                               |
| {\displaystyle r_{1}} | {\displaystyle {\frac {3}{2}}} | {\displaystyle {\frac {5}{4}}} | {\displaystyle {\frac {7}{6}}} | {\displaystyle {\frac {9}{8}}}  |
| Proportio             | sesquialtera                   | sesquiquarta                   | sesquisexta                    | sesquioctava                    |
|                       | Dispari                        |                                |                                |                                 |
| n                     | 3                              | 5                              | 7                              | 9                               |
| {\displaystyle r_{1}} | {\displaystyle {\frac {4}{3}}} | {\displaystyle {\frac {6}{5}}} | {\displaystyle {\frac {8}{7}}} | {\displaystyle {\frac {10}{9}}} |
| Proportio             | sesquitertia                   | sesquiquinta                   | sesquiseptima                  | sesquinona'                     |

#### Quadrati e piramidi
Ogni giocatore dispone anche di sette pezzi quadrati e un pezzo piramidale.
Anche in questo caso per il primo numero si utilizza la somma dei due precedenti.
{\displaystyle E=C+D=n(n+1)+(n+1)^{2}=(n+1)(2n+1)}
Il rapporto che si ottiene tra {\displaystyle E} e {\displaystyle D} è tipico delle proporzioni superpartientes ed è utilizzato per determinare {\displaystyle F}, come già fatto per i pezzi di forma triangolare.
{\displaystyle r_{2}={\frac {E}{D}}={\frac {(n+1)(2n+1)}{(n+1)^{2}}}={\frac {2n+1}{n+1}}}
{\displaystyle F:E=E:D\Rightarrow F={\frac {E^{2}}{D}}=(2n+1)^{2}}
|                       | Pari                           |                                 |                                 |                                  |
| n                     | 2                              | 4                               | 6                               | 8                                |
| {\displaystyle r_{2}} | {\displaystyle {\frac {5}{3}}} | {\displaystyle {\frac {9}{5}}}  | {\displaystyle {\frac {13}{7}}} | {\displaystyle {\frac {17}{9}}}  |
| Proportio             | superbipartiens                | superquadripartiens             | supersexpartiens                | superoctopartiens                |
|                       | Dispari                        |                                 |                                 |                                  |
| n                     | 3                              | 5                               | 7                               | 9                                |
| {\displaystyle r_{2}} | {\displaystyle {\frac {7}{4}}} | {\displaystyle {\frac {11}{6}}} | {\displaystyle {\frac {15}{8}}} | {\displaystyle {\frac {19}{10}}} |
| Proportio             | supertripartiens               | superquinquepartiens            | superseptempartiens             | supernovempartiens               |

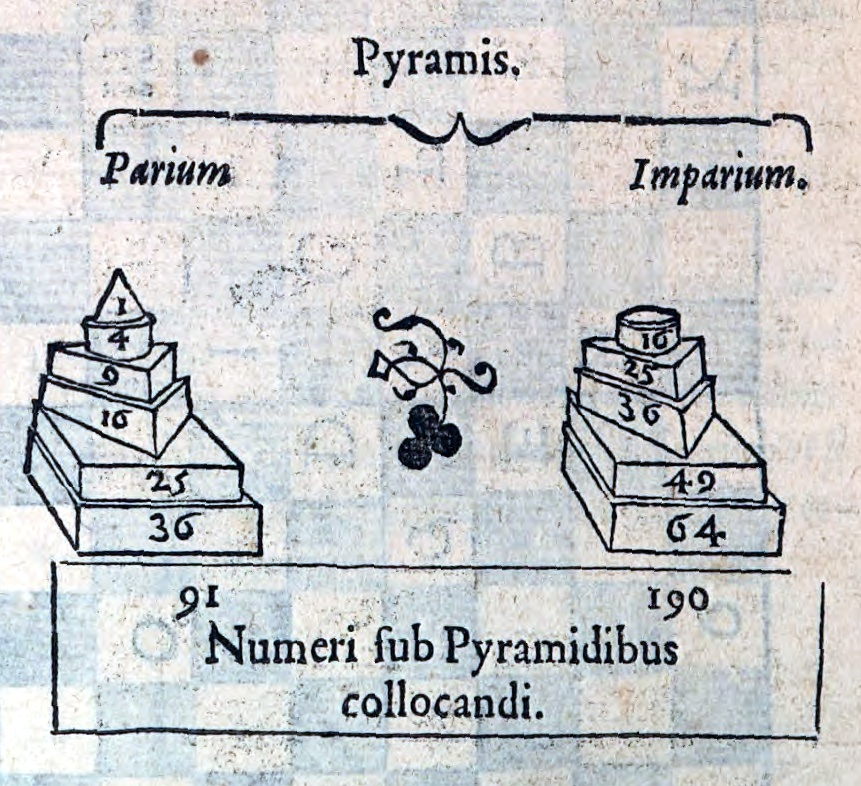
Composizione delle piramidi (Boissiere, 1556)

Tra i pezzi così calcolati come quadrati, ci sono il numero 91 per i Pari e il numero 190 per i Dispari che hanno forma a piramide, cioè sono raffigurati come sovrapposizione di più pezzi. Ciò è dovuto al fatto che possono essere ottenuti dalla somma di quadrati di numeri interi consecutivi.
{\displaystyle 91=1^{2}+2^{2}+3^{2}+4^{2}+5^{2}+6^{2}}
{\displaystyle 190=4^{2}+5^{2}+6^{2}+7^{2}+8^{2}}
Pertanto la piramide 91 risulta "composta" anche dal cerchio 4, dai triangoli 9 e 16 e dai quadrati 25 e 36; la piramide 190 invece dal cerchio 16, dai triangoli 25 e 36 e dai quadrati 49 e 64.

### Disposizione dei pezzi
Si hanno almeno due diverse disposizioni iniziali dei pezzi. La prima venne riportata da varie fonti, tra le quali Jacques Lefèvre d'Étaples e Boissiere.

Disposizione iniziale dei pezzi

Una versione con i pezzi avanzati di due righe si trova invece nel manuale di Lever e Fulke, pubblicato a Londra nel 1563.

### Movimento dei pezzi
I cerchi si muovono di una casella, i triangoli di due caselle e i quadrati di tre caselle. Oltre a un movimento rettilineo, per triangoli e quadrati è possibile anche un movimento "angolato", in modo da raggiungere le caselle indicate nello schema seguente. Appare escluso il movimento in diagonale. Invece le due piramidi, essendo composte da valori corrispondenti a cerchi, triangoli e quadrati, possono spostarsi muovendosi come cerchi, triangoli o quadrati..

Movimenti dei pezzi

### Cattura dei pezzi avversari
C'erano diversi metodi di cattura. I pezzi non si fermano su un altro pezzo per catturarlo, ma rimangono invece nella loro casella e rimuovono l'altro. 
- Incontro: Se un pezzo riesce a catturare un altro pezzo con lo stesso valore atterrando su di esso, il pezzo rimane nella sua posizione e il pezzo dell'avversario viene catturato e rimosso dal tabellone.
- Assalto: Se un pezzo con un valore basso, moltiplicato per il numero di spazi liberi tra esso e un altro pezzo più grande è uguale al pezzo più grande, il pezzo più grande viene catturato e rimosso dal tabellone.
- Imboscata: se la somma di due pezzi è uguale a un pezzo nemico posizionato tra i due (cioè il pezzo nemico si trova entro il movimento di entrambi i pezzi attaccanti), il pezzo nemico viene catturato e rimosso dal tabellone.
- Assedio: se un pezzo è circondato su tutti e quattro i lati viene catturato e rimosso dal tabellone.

### Tipologie di vittoria
C'era  una serie di condizioni di vittoria per determinare quando sarebbe finita una partita e chi sarebbe stato il vincitore. C'erano vittorie comuni e vittorie vere e proprie, consigliate ai giocatori più abili. Le vittorie corrette richiedevano il posizionamento dei pezzi in disposizioni lineari sul lato avversario della scacchiera, con i numeri formati dalla disposizione seguendo vari tipi di progressione numerica
- aritmetica: {\displaystyle a_{n}=a_{1}+(n-1)d.} dove {\displaystyle a_{1}} è il primo termine della successione e la ragione è {\displaystyle d,};
- geometrica: {\displaystyle a_{n}=a_{1}\,r^{n-1}} dove {\displaystyle a_{1}} è il primo termine della successione e {\displaystyle r}≠{\displaystyle 0} è la ragione;
- armonica: {\displaystyle H_{n}=1+{\frac {1}{2}}+{\frac {1}{3}}+\cdots +{\frac {1}{n}}=\sum _{k=1}^{n}{\frac {1}{k}}}.

Questi tipi di progressione richiesti si adattano agli insegnamenti matematici e numerologici di Boezio.
- Vittorie comuni: Un giocatore vince la partita quando cattura
  - De corpore (dal corpo): un certo numero di pezzi concordato da entrambi i giocatori.
  - De bonis (per merce): abbastanza pezzi la somma dei cui valori raggiunge o supera un certo valore stabilito da entrambi i giocatori.
  - De lite (per causa): abbastanza pezzi la somma dei cui valori raggiunge o supera  un certo valore concordato da entrambi i giocatori ma inferiore  ad un altro numero concordato da entrambi.
  - De honore (per onore): abbastanza pezzi la somma dei cui valori raggiunge o supera un certo valore stabilito da entrambi i giocatori ma con un numero di pezzi inferiore ad un altro numero stabilito da entrambi i giocatori.
  - De honore liteque (per onore e causa): abbastanza pezzi la somma dei cui valori raggiunge o supera  un certo valore stabilito da entrambi i giocatori, ma inferiore  ad un altro numero concordato da entrambi; inoltre il numero di pezzi catturati deve essere inferiore ad un terzo numero stabilito da entrambi i giocatori.
- Vittorie corrette:
  - Victoria magna (grande vittoria): si verifica quando tre pezzi allineati formano una progressione o aritmetica o geometrica o armonica.
  - Victoria major (vittoria maggiore): si verifica quando quattro pezzi allineati formano due progressioni di tre pezzi tra i tre tipi menzionati sopra.
  - Victoria excellentissima (vittoria eccellentissima): si verifica quando quattro pezzi sono allineati per formare i tre tipi di progressioni di tre pezzi.